# Distrito de Age (Mie)
Age (安芸郡 Age-gun?) era un distrito de Japón ubicado en la prefectura de Mie.

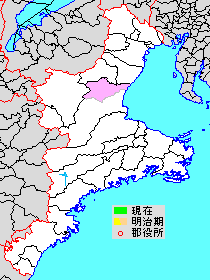
Mapa representativo.

En el año 2003, la población del distrito había sido estimada en 41.976 y una densidad poblacional de 246,05 personas por kilómetro cuadrado. El área total es de 170,60 km².
A partir del 1 de enero de 2006 los pueblos y villas del distrito de Age así como del distrito de Ichischi, y la ciudad de Hisai, se unieron dentro de la ciudad de Tsu. Como resultado de esta fusión los distritos de Age y de Ichischi fueron disueltos.

## Pueblos y villas
- Ano
- Geino
- Kawage
- Misato

- Datos: Q4691849